# D1 (motorväg, Tjeckien)

Sträckningskarta över motorväg D1 (november 2009).

D1 är en motorväg i Tjeckien som går mellan Prag och Vrchoslavice. Den sista biten mellan Vyškov och Vrchoslavice öppnades i oktober 2005. Motorvägen går via Brno. Utbyggnader av denna motorväg pågår då den kommer att fortsätta via Ostrava till gränsen till Polen. Detta är en viktig motorväg för internationell trafik i Europa. Denna motorväg ingår i en längre viktig motorvägsförbindelse från Prag till Bratislava och Budapest.

## Se även

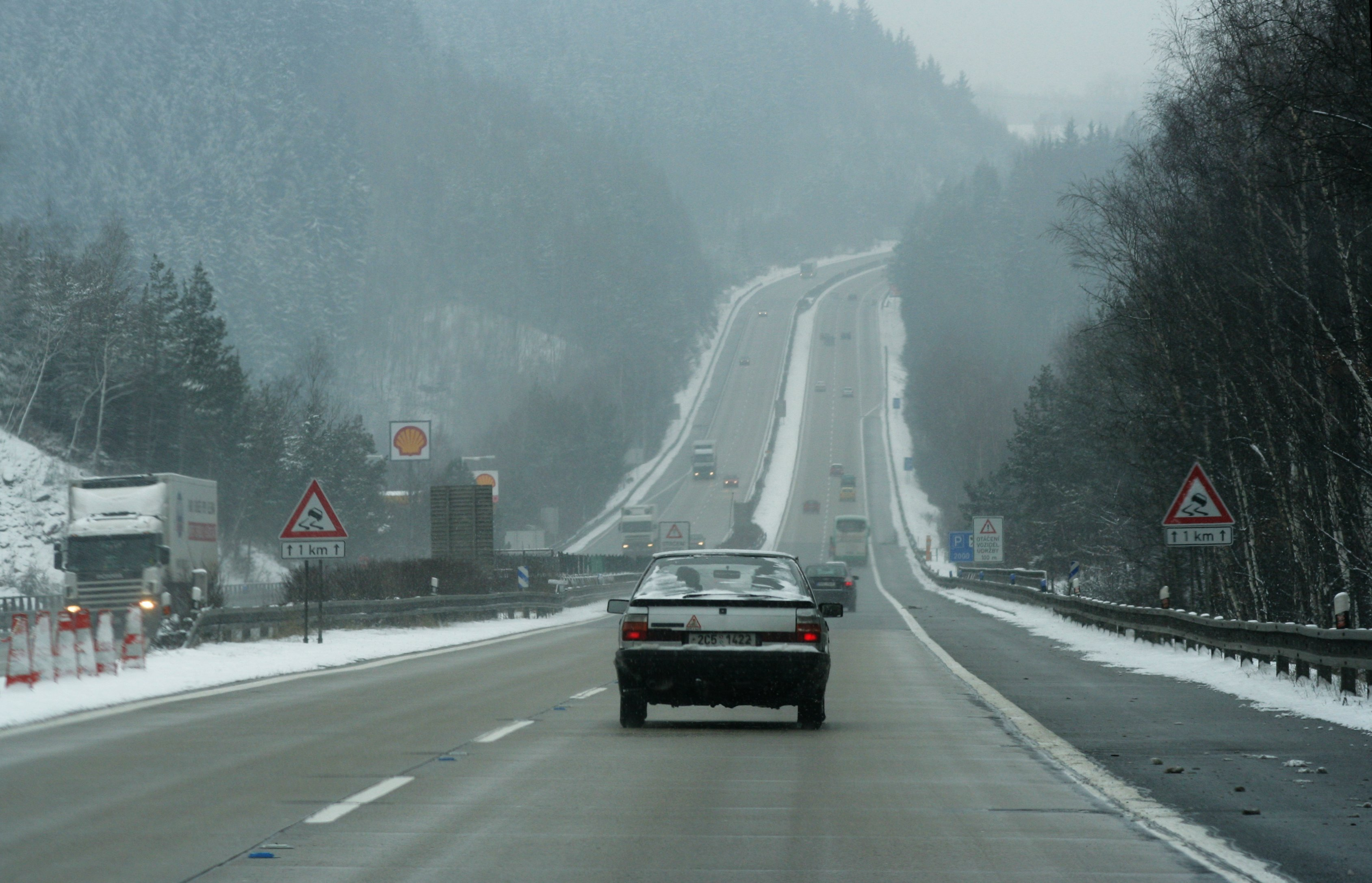
D1 någonstans i Vysočina.